# Anchuras
Anchuras es un municipio español de la provincia de Ciudad Real, en la comunidad autónoma de Castilla-La Mancha. Su territorio está situado entre las provincias de Toledo,  Badajoz y Cáceres, encontrándose separado del resto de su provincia, constituyendo un exclave. Cuenta con una población de 274 habitantes (INE 2024).

## Toponimia
El nombre de Anchuras se debe a lo despejado del lugar y al horizonte rañero que domina.[cita requerida]

## Geografía

### Ubicación
Es un territorio accidentado, situado en la comarca de La Jara y la vertiente sur de los Montes de Toledo, con sierras cuarcíticas paleozoicas, muy erosionadas, al norte y rañas más al sur. El entorno natural, caracterizado por paisajes agrestes, es una de las principales riquezas de este municipio. 
Está situada a 117 km de Ciudad Real, a 74 km de Talavera de la Reina y a 180 km de Madrid,  muy cerca del embalse del Cíjara. Su término municipal se encuentra también próximo al parque nacional de Cabañeros, el segundo mayor parque de bosque mediterráneo de toda la península, después del de Monfragüe.

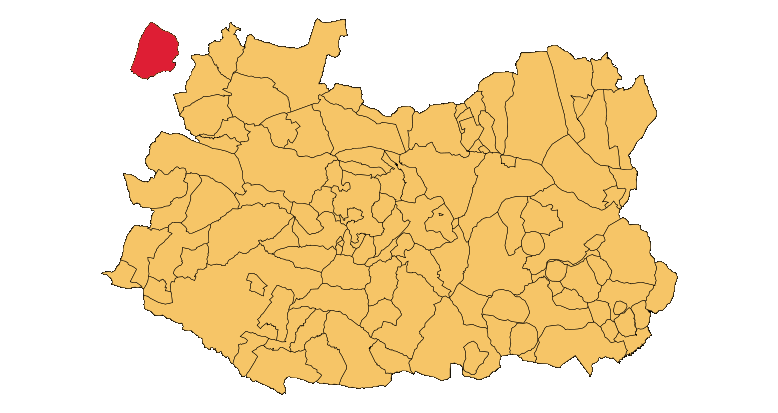
Ubicación del exclave de Anchuras respecto a la provincia de Ciudad Real.

Anchuras, cercano a las estribaciones de los Montes de Toledo, se incluye dentro de la comarca natural de La Jara en las antiguas Tierras de Talavera y constituye un exclave. La vigente división provincial aísla el territorio de Anchuras del resto de Ciudad Real, por lo que esta localidad está rodeada de municipios de las provincias de Toledo, Badajoz y Cáceres. 
Está ubicado en un barranco dominado por varios cerros con gran vegetación, sobre todo matorral, y con carreteras de acceso sinuosas. El relieve de este territorio es muy irregular y está constituido por sierras muy erosionadas en el norte, depresión en el centro-este y en el oeste, y al sur extensas rañas que le dan un aspecto horizontal, jalonado por valles de moderadas magnitudes —sujetos a la intensa erosión— y barrancos. 
La vigente división provincial de 1833 deja aislado el territorio de Anchuras del resto de Ciudad Real por una faja de tierra perteneciente a los montes de Badajoz, viniendo por ello a constituir un exclave situado entre las provincias de Toledo, Badajoz y Cáceres. Anchuras tiene una superficie de 231 km², siendo las distancias máximas de norte a sur 21 km, de este a oeste, en el tercio septentrional, 14 km y en el meridional, 15 km. 
Hoy día, Anchuras constituye un solo municipio integrado por Anchuras y cuatro anejos, las aldeas de Enjambre al norte, Encinacaida al noreste, Las Huertas del Sauceral al sur y Gamonoso al sureste. Se rige por un Ayuntamiento integrado por el alcalde y seis concejales. Las aldeas están representadas por un alcalde pedáneo.  
En el aspecto sanitario depende del centro de salud de La Nava de Ricomalillo (Toledo) y está adscrita al Hospital de Talavera de la Reina, la cual constituye su centro económico. No obstante, depende administrativa y judicialmente de Ciudad Real. No cuenta con transporte público con la provincia de Ciudad Real, sino con la adyacente de Toledo. 

### Límites
Limita al norte con Robledo del Mazo (Toledo), al este con Los Navalucillos (Toledo), al oeste con Sevilleja de la Jara (Toledo) y al sur con Helechosa de los Montes (Badajoz).
Como nota curiosa se puede reseñar el «risco, cerro o peñón de las cuatro provincias», una isla dentro del embalse de Cíjara que está bordeada por los ríos Fresnedoso y Estena, en el que coinciden los vértices de las provincias de Toledo, Ciudad Real, Cáceres y Badajoz a través de los términos municipales de Sevilleja de la Jara, Anchuras, Alía y Helechosa de los Montes, respectivamente. 

## Historia

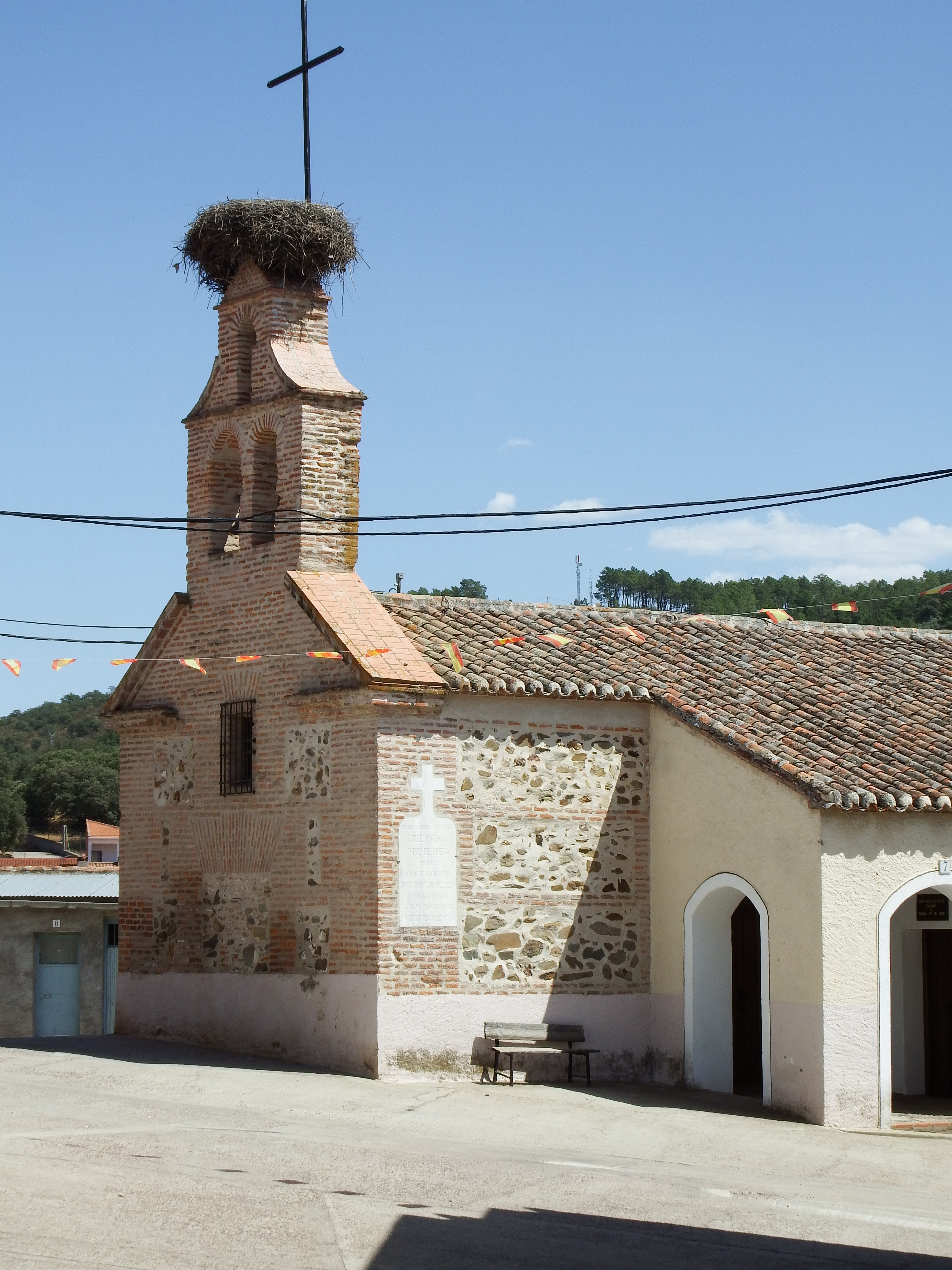
Iglesia de Nuestra Señora de la Asunción

Actualmente añadimos «de los Montes», por estar integrada en la comarca agraria denominada "Montes Norte" (Ciudad Real), pero antes se llamó «Anchuras de la Jara», por comprender las tierras meridionales de esta comarca de La Jara, que estuvieron administradas por Talavera de la Reina hasta bien entrado el siglo XIX. Por aquel entonces, la zona que hoy es Anchuras formó parte, en un primer momento, del municipio de Sevilleja de la Jara como aldea pedánea, hasta que el Supremo Consejo de Castilla declara el territorio de Anchuras municipio independiente en 1785. 
No hay datos que nos permitan establecer asentamientos en esta zona hasta el siglo XIV, siendo hasta este momento un territorio totalmente cubierto de monte. El primer asentamiento que se conoce es de colmeneros, que para subsistir cultivan pequeños labrados de centeno y crían piaras de cerdos. Esta primera población va extendiéndose lentamente por todo el territorio y de este modo en el siglo XV aparece una primera concentración en un caserío compuesto por chozas que se llamará La Nava de los Enjambres. A finales del siglo XVI se componía de unas veinte chozas y una pequeña ermita. 
Anchuras propiamente no aparece como núcleo poblacional hasta mediados del siglo XVII, situándose las primeras casas en una ladera del cerro del Pastuero. En un pequeño rellano se construyó la iglesia para albergar a la Virgen del Gamonal, que se encontraba en una ermita a 2 km del caserío. Se trata de una sola nave cubierta con armazón de madera. En los materiales utilizados para su construcción podemos ver la sencillez de este edificio. En 1676 el arzobispo de Toledo, Pascual Aragón, consagra la iglesia a Nuestra Señora de la Asunción, otorgándole la categoría de parroquia.
Anchuras pasó a ser el centro religioso, económico y de comunicaciones del territorio, sobrepasando al más antiguo de Enjambre. A principios del siglo XVII, a 2,5 km de Anchuras se comenzó a formar el caserío de Encinacaida, con viviendas hechas de pizarra y cubiertas de retama y barro, cerca de una encina que el viento inclinó sin arrancarla y que da nombre al caserío. Hacia 1879, 14 vecinos de Aldeanueva de San Bartolomé (Toledo) compran la dehesa El Gamonoso, construyen sus casas en un cerrete y parcelan y reparten la dehesa, de la cual tomaron el nombre de Gamonoso. Por último, a finales del siglo XIX, en una hondonada, se creó un nuevo caserío, Las Huertas del Sauceral, que debe su nombre a la explotación de pequeños huertos alrededor de un regajo poblado de sauces. Hasta 1833 perteneció a las Tierras de Talavera.[cita requerida]
Ya en el siglo XX Anchuras se convirtió en un municipio muy conocido por la decisión del gobierno del PSOE de ubicar en sus tierras y las adyacentes un "campo de entrenamiento" para el Ejército del Aire (campo de tiro), concretamente el que no se había instalado en Cabañeros. Así, el Real Decreto de 20 de julio de 1988 señalaba Anchuras como Zona de Interés para la Defensa por lo que se inició un movimiento ecologista, pacifista, partidista y vecinal en contra que concluyó en 1996 con la derogación de dicho real decreto por el nuevo gobierno del PP. Este municipio también estuvo amenazado por la construcción de la presa de Cijara ya que, dependiendo de la cota hasta la que se construyera la misma era posible que una buena parte del término municipal resultara inundada. Finalmente las aguas no llegaron a Anchuras.

## Demografía
Anchuras cuenta con una población de 274 habitantes (INE 2024).
| Gráfica de evolución demográfica de Anchuras entre 1842 y 2021                                                      |
| |
| Población de derecho según los censos de población del INE Población de hecho según los censos de población del INE |

Como tantos otros municipios de la provincia de Ciudad Real su dinámica demográfica se ha comportado, hasta los años 1960 con una tendencia ascendente. Ya en 1960 llega a los 1879 habitantes, comenzando el fenómeno de la emigración, con la llamada sangría demográfica que no parece haber cesado.
Este municipio está formado además por cuatro anejos: Enjambre al norte, Encinacaida al nordeste, Las Huertas del Sauceral, al sur y Gamonoso al sureste. Dichos anejos distan de Anchuras 11 km, 3 km, 8 km y 12 km respectivamente.

## Política y administración
| Periodo   | Nombre                                                          | Partido      |
| --------- | --------------------------------------------------------------- | ------------ |
| 1979-1983 | Orencio García García                                           | PSOE         |
| 1983-1987 | Orencio García García                                           | PSOE         |
| 1987-1991 | Miguel Ángel González Cenador 1987-1988. Santiago Martín Campos | PSOE         |
| 1991-1995 | Santiago Martín Campos                                          | A.D.E.I.D.A. |
| 1995-1999 | Juan Manuel Gutiérrez Fernández                                 | PP           |
| 1999-2003 | Santiago Martín Campos                                          | A.D.E.I.D.A. |
| 2003-2007 | Santiago Martín Campos                                          | PSOE         |
| 2007-2011 | Santiago Martín Campos                                          | PSOE         |
| 2011-2015 | Santiago Martín Campos                                          | PSOE         |
| 2015-2019 | Santiago Martín Campos                                          | PSOE         |
| 2019-2023 | Santiago Martín Campos                                          | PSOE         |

| Elecciones municipales |      |      |      |      |      |      |      |      |      |      |      |
| Partido                | 1979 | 1983 | 1987 | 1991 | 1995 | 1999 | 2003 | 2007 | 2011 | 2015 | 2019 |
| PSOE                   | 4    | 5    | 3    | 2    | 1    | 1    | 4    | 4    | 4    | 4    | 7    |
| AP / PP                |      | 2    | 1    | 1    | 3    | 3    | 3    | 3    | 3    | 3    |      |
| UCD / CDS              | 3    |      |      |      |      |      |      |      |      |      |      |
| Indep. De Anchuras     |      |      | 3    | 4    | 3    | 3    |      |      |      |      |      |
| Total                  | 7    | 7    | 7    | 7    | 7    | 7    | 7    | 7    | 7    | 7    | 7    |

## Fiestas
- 13 de junio: San Antonio.
- 15 de agosto: La Virgen de la Asunción, patrona de la localidad.
- 29 de septiembre: San Miguel, patrón de la localidad.